# Juan Miguel Aguilera
Juan Miguel Aguilera (născut în Valencia în 1960) este un scriitor spaniol de literatură științifico-fantastică.